# Teemu Aalto

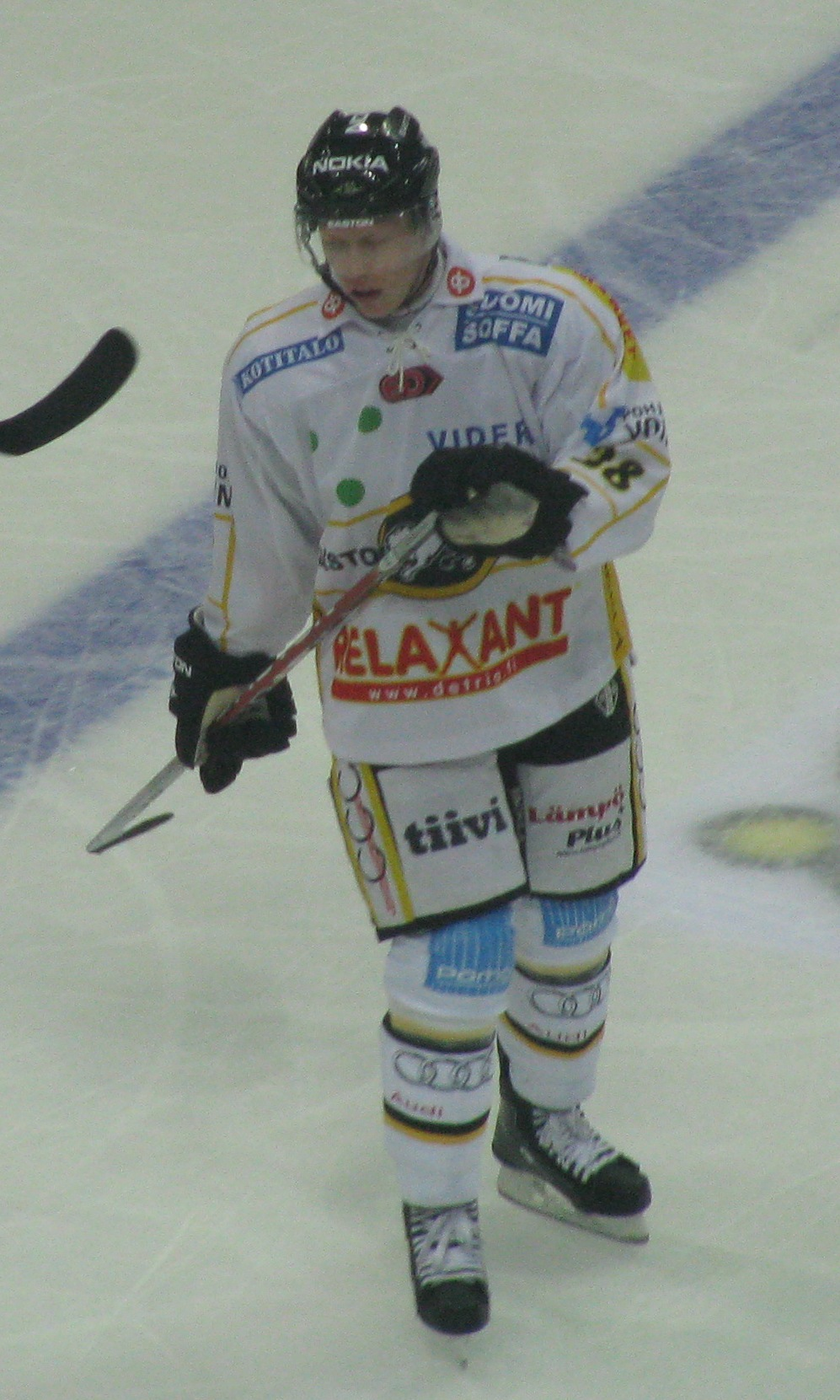
Aalto em campo

Teemu Aalto (30 de março de 1978) é um jogador de hóquei no gelo finlandês, atualmente jogando para o time Ilves na SM-liiga.